# Komisariat Straży Granicznej „Lewice”

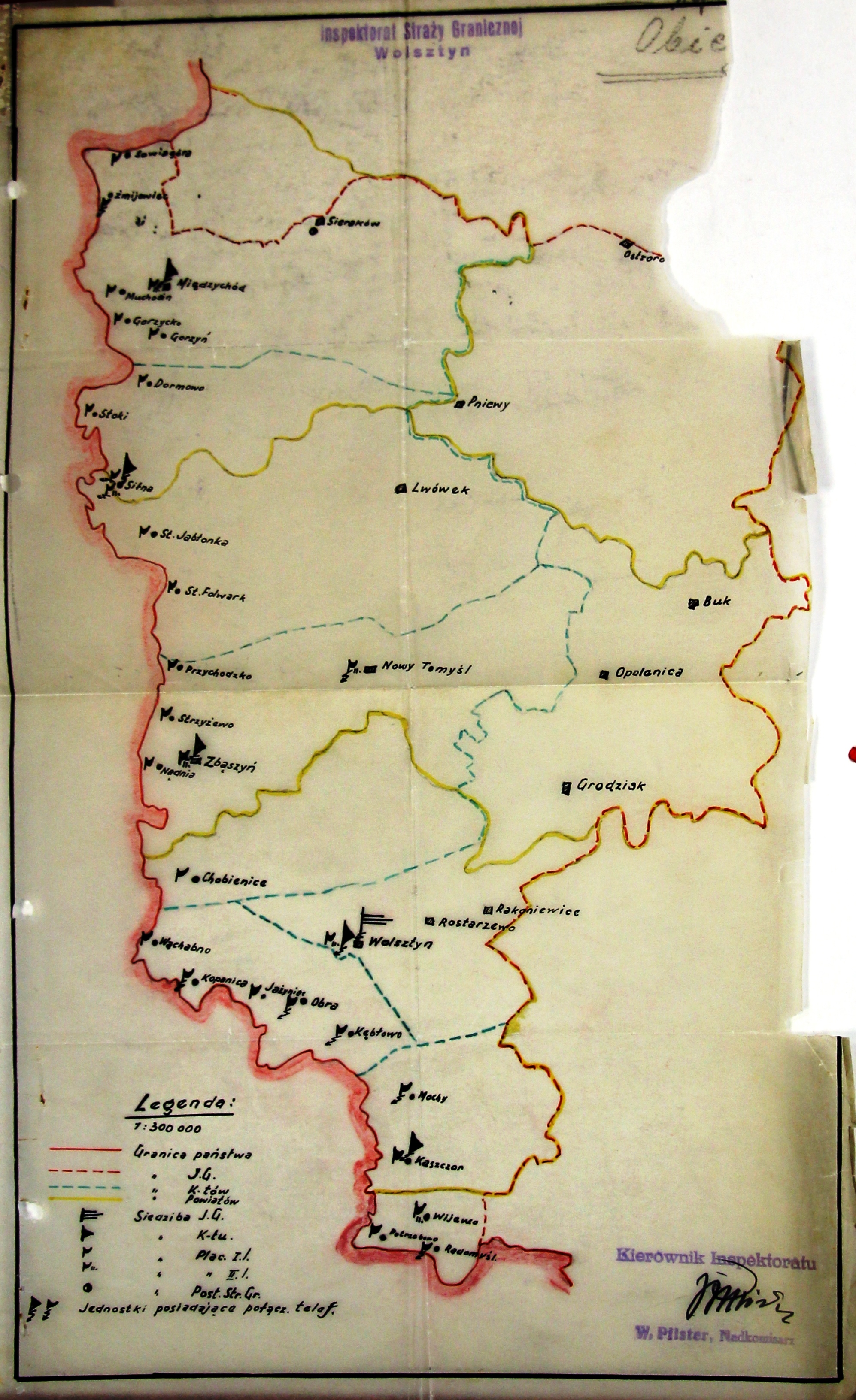
Szkic Inspektoratu Granicznego „Wolsztyn”

Komisariat Straży Granicznej „Lewice” – jednostka organizacyjna Straży Granicznej pełniąca służbę ochronną na granicy polsko-niemieckiej w latach 1930–1939.

## Formowanie i zmiany organizacyjne
Rozporządzeniem Prezydenta Rzeczypospolitej Polskiej Ignacego Mościckiego z 22 marca 1928 roku, do ochrony północnej, zachodniej i południowej granicy państwa, a w szczególności do ich ochrony celnej, powoływano z dniem 2 kwietnia 1928 roku  Straż Graniczną.
Komisariat powstał z rozwinięcia podkomisariatu Silna będącego do 1930 w strukturze komisariatu „Międzychód”. 
Rozkazem nr 11 z 9 stycznia 1930 roku  o reorganizacji Wielkopolskiego Inspektoratu Okręgowego komendant Straży Granicznej płk Jan Jur-Gorzechowski ustalił numer i organizację komisariatu.
Rozkazem nr 1 z 1 lipca 1938 roku w sprawach [...] organizacyjnych, komendant Straży Granicznej płk Jan Gorzechowski przeniósł siedzibę komisariatu i placówki II linii „Silna” do m. Lewice.

## Służba graniczna
Komisariat w 1936 roku mieścił się w m. Silna nr domu 53. Komisariat posiadał telefon (nr 1). Ochraniał odcinek długości 42,5 km od kamienia granicznego F 371 do kamienia granicznego G 215.
Sąsiednie komisariaty
- komisariat Straży Granicznej „Międzychód” ⇔ komisariat Straży Granicznej „Zbąszyń” − styczeń 1930

## Funkcjonariusze komisariatu
| Kierownicy/komendanci komisariatu | Kierownicy/komendanci komisariatu | Kierownicy/komendanci komisariatu | Kierownicy/komendanci komisariatu |
| stopień                           | imię i nazwisko                   | okres pełnienia służby            | kolejne stanowisko                |
| --------------------------------- | --------------------------------- | --------------------------------- | --------------------------------- |
| komisarz                          | Władysław Sawicki                 | był w 1932 –                      |                                   |
| podkomisarz                       | Józef Pawłusiewicz                | - 1 XII 1937                      | komisariat „Dzietrzkowice”        |
| aspirant                          | Walerian Feldman                  | 1 XII 1937 -                      |                                   |
| aspirant                          | Leon Grzebyk                      | 12 VII 1939 –                     |                                   |
| Zastępcy komendanta komisariatu   |                                   |                                   |                                   |
| starszy strażnik                  | Tadeusz Trzciński                 | 1 V 1939 –                        |                                   |

## Struktura organizacyjna
Organizacja komisariatu w styczniu 1930:
- 2/10 komenda − Silna
- placówka Straży Granicznej I linii „Stoki”
- placówka Straży Granicznej I linii „Silna”
- placówka Straży Granicznej I linii „Stara Jabłonka”
- placówka Straży Granicznej I linii „Stary Folwark”
- placówka Straży Granicznej II linii „Silna”

Organizacja komisariatu w 1936:
- komenda − Silna
- placówka Straży Granicznej I linii „Dormowo”
- placówka Straży Granicznej I linii „Stoki”
- placówka Straży Granicznej I linii „Silna”
- placówka Straży Granicznej I linii „Stara Jabłonka”
- placówka Straży Granicznej I linii „Stary Folwark”
- placówka Straży Granicznej II linii „Silna”